# Dirceu Lucas de Abreu Santos
Lucas teljes nevén Dirceu Lucas de Abreu Santos (Curvelo, 1988. február 25. –) brazil labdarúgó-középpályás.